# Parelaptus turlini
Parelaptus turlini là một loài bọ cánh cứng trong họ Cerambycidae.